# Gewone essenbladvlo
De gewone essenbladvlo (Psyllopsis fraxini) is een bladvlo die in een gal leeft op es (Fraxinus excelsior).

## Levenswijze
Eieren worden in de herfst op slapende knoppen gelegd en de nimfen komen in de lente uit en voeden zich met de bladeren. De waardplant reageert door extra cellen aan te maken en de aangetaste gebieden zwellen op en rollen naar beneden en omsluiten de met was bedekte nimfen. Elke gal kan twee of drie generaties bevatten en tegen het einde van de zomer alle stadia van het insect bevatten. De gallen zijn bleek van kleur met violette of rode markeringen.